# John Kerr (fizician)
John Kerr (n. 17 decembrie 1824, Ardrossan⁠(d), Scoția, Regatul Unit al Marii Britanii și Irlandei – d. 15 august 1907, Glasgow, Regatul Unit al Marii Britanii și Irlandei) a fost un fizician scoțian, membru al Societății regale din Londra (din 1890),cunoscut pentru efectul ce-i poatră numele de birefringență la trecerea luminii prin substanțe izotrope.

## Biografie și creația științifică
John Kerr a absolvit Universitatea din Glasgow, unde a lucrat întreaga viață. Tot aici a și decedat.
A lucrat în domeniul opticii, realizând una dintre cele mai importante descoperiri- efectul de birefringență a luminii la trecerea printr-o substanță izotropă , plasată în câmp electric. Acest effect îi poartă acuma numele și este cunoscut studenților fizicieni și ingineri. În afară de aceasta a mai descoperit apariția anizotropiei dielectricilor lichizi, sub acțiunea câmpului electric, care a demonstrat existența legăturii dintre fenomenele optice și electrice. 
Efectul Kerr a căpătat o aplicație practică foarte largă, în particular, ca "lacăt optic" (celulă Kerr). În anul 1876 a descoperit de asemenea și efectul magnetooptic 

## Legături externe
- John Kerr
- Biography of John Kerr Arhivat în 26 aprilie 2014, la Wayback Machine.